# Accipiter bicolor
Lo sparviere bicolore (Accipiter bicolor (Vieillot, 1817)) è un uccello rapace della famiglia degli Accipitridi diffuso dal Messico meridionale all'Argentina settentrionale.

## Descrizione

### Dimensioni
Misura 31,5–45 cm di lunghezza, per un peso di 190-273 g nel maschio e di 342-584 g nella femmina; l'apertura alare è di 58–83 cm.

### Aspetto
Descrivere questa specie è piuttosto complicato, in quanto essa presenta molteplici forme di piumaggio. Negli adulti, le parti superiori variano dal grigio-ardesia al grigio-nerastro. Il cappuccio è più scuro. La coda nerastra ha l'estremità bianca ed è ornata da 2 o 3 bande grigie, marroni o grigio-brunastre. Le cosce, che sono sempre rosse, sono talvolta nascoste dalle piume del ventre. La zona anale è bianca, il resto delle parti inferiori è molto variabile, con una quantità più o meno maggiore di strisce scure. Il loro aspetto può essere di almeno tre tipi diversi: nelle popolazioni della parte settentrionale dell'areale, fino al Perù, le parti inferiori presentano differenti sfumature di grigio, le guance sono più scure e il sotto-coda è vagamente barrato; nelle popolazioni stanziate nelle regioni centro-orientali dell'America del Sud (Brasile, Paraguay e Argentina nord-orientale), le parti inferiori sono grigio perla o grigio-brunastre, le guance sono identiche ed è presente un collare sulla nuca; in quelle delle regioni centro-occidentali (Brasile meridionale, Bolivia, Paraguay occidentale e Argentina nord-occidentale), le parti inferiori sono barrate di rosso e di bianco o rosse sfumate di grigio con piccole macchie bianche o ancora rosso-cannella con gola e petto grigi.
Nei giovani le parti superiori sono marroni o bruno-nerastre con un cappuccio più scuro e un collare chiaro più o meno completo. La coda è marrone con tre bande grigie o marrone chiaro. Come negli adulti, le parti inferiori sono piuttosto variabili, e vanno dal bianco uniforme al rosso-cannella passando per il camoscio-crema. In alcune regioni (nel nord dell'areale), esse non sono striate, ma in altre (parti centro-orientali e centro-occidentali dell'areale) sono abbondantemente barrate, cosce comprese.
Negli adulti, gli occhi sono arancio o rosso-arancio, la cera è giallo-verdastra. Le zampe sono generalmente gialle, anche se a volte sono state descritte come biancastre nella sottospecie pileatus.

### Voce
Gli sparvieri bicolori sono uccelli silenziosi, tranne durante la stagione riproduttiva, quando divengono particolarmente rumorosi. Gli esemplari che si sono stabiliti in coppie lanciano degli waaah discordanti, ma emettono anche dei latrati molto acuti keh keh keh... o kow kow kow. Vicino al nido, emettono dei kek kek kek che danno l'impressione che siano rimasti senza fiato. È possibile udire anche un grugnito di disapprovazione gutturale e abbastanza lontano dal richiamo di un uccello. I maschi producono dei fischi chiari e dolci in prossimità dei giovani che si sono appena alzati in volo per la prima volta. I giovani emettono dei keeeyaaa acuti e cigolanti.

## Biologia
Gli sparvieri bicolori vivono da soli o in coppia. Planano talvolta a grandi altezze, almeno durante la stagione di nidificazione. Non esiste tuttavia alcuna descrizione di parate aeree.
Questi uccelli sono sedentari o al massimo nomadi in ogni regione del loro areale. Esistono evidentemente movimenti altitudinali sulle Ande. La sottospecie orientale (pileatus) effettua alcune incursioni in Uruguay..

### Alimentazione
Gli sparvieri bicolori catturano principalmente uccelli, ma mangiano anche piccoli mammiferi, lucertole e grossi insetti. Tra gli uccelli che vengono catturati figurano merli e tordi, mimi della famiglia dei mimidi e piccoli piccioni. Questi rapaci cacciano soprattutto alla posta a partire da un posatoio ben nascosto, a tutti i livelli della vegetazione, dal sottobosco fino alla volta. Cacciano anche in aria emergendo all'improvviso dal fogliame ad altezze variabili e facendo una breve pausa su ciascuno dei loro posatoi. Penetrano tra il fogliame degli alberi da frutto, fanno alzare in volo gli uccelli che qui stavano nutrendosi e poi inseguono una preda che hanno selezionato. Gli sparvieri bicolori cacciano talvolta in coppia. In Brasile, si uniscono a volte alle truppe di scimmie cappuccine del genere Cebus e catturano gli insetti che queste fanno fuggire al loro passaggio.

### Riproduzione
La stagione della nidificazione ha luogo probabilmente da febbraio ad aprile/giugno in Venezuela e in Colombia, alla fine della stagione secca e all'inizio della stagione umida in Costa Rica, a partire dalla metà della stagione secca in Guatemala.
Il nido è un piccolo edificio a forma di coppa costruito con ramoscelli, di 30-40 centimetri di diametro, ed è rivestito con foglie e muschio. È posto a grande altezza su un albero della foresta, a 12 metri dal suolo all'estremità di un ramo o in un ciuffo di epifite.
La covata comprende da 1 a 4 uova (generalmente in numero inferiore nelle zone tropicali), la cui incubazione dura tra 33 e 37 giorni. I piccoli si alzano in volo tra 30 e 36 giorni dopo la schiusa, ma rimangono in prossimità del nido ancora per altri due mesi o più.

## Distribuzione e habitat
Gli sparvieri bicolori vivono nelle foreste tropicali umide, ma principalmente ai loro margini, nei dintorni delle radure naturali e dei villaggi o vicino a fiumi e laghi. Si trovano anche nelle fitte gallerie di vegetazione che si trovano vicino a campagne aperte, nelle aree boschive caratterizzate da alberi a foglie caduche e nelle savane alberate. Sono in grado di adattarsi anche a foreste che sono state diradate, alle piantagioni o persino agli appezzamenti di foresta in corso di rigenerazione. Questi uccelli frequentano soprattutto le pianure tropicali, evitano abitualmente le foreste secche, ma visitano talvolta le colline subtropicali. In Venezuela, in Colombia e più a sud, in Argentina, occupano persino le montagne temperate e le pianure più aride. Gli sparvieri bicolori vivono dal livello del mare fino a 2000 metri di altitudine, spingendosi perfino a 2500 metri in Venezuela, a 2300 metri in Bolivia e a 2700 metri in Perù. Nel nord-ovest dell'Argentina, salgono regolarmente a 2500 metri.
Gli sparvieri bicolori sono originari dell'America centrale e dell'America del Sud, dal Messico meridionale ininterrottamente fino all'Uruguay e al nord-ovest dell'Argentina. In alcuni testi si afferma che il loro areale si estende fino alla Patagonia e alla Terra del Fuoco, ma questo si spiega con il fatto che la sottospecie presente in queste aree è stata oggi elevata al rango di specie a sé stante, lo sparviere del Cile (Accipiter chilensis).

## Tassonomia
Sono ufficialmente riconosciute quattro sottospecie:
- A. b. bicolor (Vieillot, 1817), la sottospecie nominale, diffusa dal sud del Messico, ad est dell'istmo di Tehuantepec, fino ai due versanti delle Ande del Perù, al nord della Bolivia e all'Amazzonia;
- A. b. fidens Bangs e Noble, 1918, diffusa nel sud del Messico, ad ovest dell'istmo di Tehuantepec;
- A. b. guttifer Hellmayr, 1917, diffusa nel nord-est della Bolivia, nel sud-ovest del Brasile, nell'ovest del Paraguay e nel nord dell'Argentina;
- A. b. pileatus (Temminck, 1823), diffusa nell'est del Brasile, nell'est del Paraguay e nell'estremità nord-orientale dell'Argentina.

Una quinta sottospecie, A. b. chilensis, diffusa nelle regioni meridionali di Cile e Argentina, viene ormai considerata una specie a parte.

## Conservazione
Sebbene siano generalmente considerati come rari o poco comuni o, nel migliore dei casi, come scarsi in ogni parte del loro areale, è evidente che gli sparvieri bicolori sembrino essere più comuni nella parte centrale e meridionale del loro areale, specialmente nel nord-ovest dell'Argentina. La superficie del loro territorio, pur comprendendo un gran numero di abitati urbani o di zone vegetali troppo secche, il che le rende poco convenienti alla nidificazione, viene stimata in 12 milioni di chilometri quadrati. Nella Guyana francese, la densità media viene stimata in quattro individui ogni 100 chilometri quadrati. In Guatemala, la distanza media tra due nidi è superiore a tre chilometri. Questa specie è poco diffusa nelle foreste fitte e lo sfruttamento ragionevole delle aree boschive sembra essere favorevole al suo sviluppo.
Secondo la IUCN, la popolazione non è mai stata quantificata, ma la specie viene classificata «a rischio minimo» (Least Concern).